# ザ・クリーナー 消された殺人
『ザ・クリーナー 消された殺人』（ザ・クリーナー けされたさつじん、原題：Cleaner）は、2007年のアメリカ映画。

## ストーリー
家族のため警察官をやめ、現在は特殊清掃を専門に行うトム。今回も殺人現場の清掃を行ったが、カギを返し忘れたため翌日再度訪れたところ、住人アンは殺人事件のことを知らなかった。咄嗟に家を間違えたことにしたトム。テレビでは実業家ジョンの失踪事件を伝えており、その住居は昨日の清掃現場。アンはジョンの妻であった。元同僚エディにジョンに関することを聞いたことから、トムはジム刑事から殺人容疑をかけられてしまう。

## キャスト
役名、俳優、日本語吹替。
- トム・カトラー - サミュエル・L・ジャクソン（大塚明夫）

元警察の人間。現在は犯罪現場の隠匿に徹するのを裏向きの理由とした清掃業者をしている。
- エディ・ロレンゾ - エド・ハリス（菅生隆之）

トムの警察時代の相棒。
- アン・ノーカット - エヴァ・メンデス（永吉ユカ）

実業家の妻。
- ジム・バルガス - ルイス・ガスマン（中村浩太郎）

刑事。
- ローズ・カトラー - キキ・パーマー（峯香織）

トムの娘。14歳。
- シェリー - マギー・ローソン

トムの勤める清掃会社の受付業務担当。
- ミゲル - ホセ・パブロ・カンティージョ

トムの清掃会社での同僚。
- アーロ・グランジ - ロバート・フォスター

検視医。